# Stonethrow Ridge
Stonethrow Ridge är ett berg i Antarktis. Det ligger i Sydshetlandsöarna. Argentina, Chile och Storbritannien gör anspråk på området.
Terrängen runt Stonethrow Ridge är kuperad åt sydost, men åt nordväst är den platt. Havet är nära Beazley åt nordväst. Trakten är glest befolkad. Närmaste befolkade plats är Gabriel de Castilla Spanish Antarctic Station, 2,1 kilometer öster om Beazley. 